# TV-compact
TV-compact was een Belgische Nederlandstalige televisiegids die wordt uitgegeven door Sqills, een dochteruitgeverij van Sanoma Media, in opdracht van Aldi. De Franstalige tegenhanger is Télé-compact.

## Omschrijving
De eerste editie verscheen op woensdag 23 november 2005 en was het eerste TV-blad uitgegeven door een supermarktketen in België. Op de omslag staat elke week een andere Bekende Vlaming, van wie er ook een interview is te lezen. Voorts bevat het tijdschrift televisietips, puzzels, een recept en een horoscoop.  
Lijst van tijdschriften in België